# Provincia di Modena
La provincia di Modena è una provincia italiana della regione Emilia-Romagna di 710 005 abitanti, la seconda per popolazione dopo quella di Bologna.
Confina a nord con la Lombardia (provincia di Mantova), a est con la provincia di Ferrara e la città metropolitana di Bologna, a sud con la Toscana (province  di  Lucca e Pistoia), a ovest con la provincia di Reggio Emilia.

## Geografia fisica

### Orografia
Come altre province emiliane la provincia di Modena è abbastanza nettamente divisa in:
- una zona pianeggiante (la bassa): va approssimativamente dalla parte a nord della via Emilia fino al confine con la Lombardia (territorio di Mirandola e Finale Emilia);
- una zona pedemontana e collinare: territorio che va da Vignola-Maranello-Formigine-Sassuolo alla via Emilia a nord;
- una zona di montagna, il Frignano: da Serramazzoni fino al crinale dell'appennino tosco-emiliano, che comprende la cima più alta; dell'Appennino settentrionale, il Monte Cimone (2165 m s.l.m.); la parte più alta di questo territorio è il parco regionale dell'Alto Appennino Modenese.

### Idrografia
I fiumi più importanti della provincia sono la Secchia e il Panaro, due affluenti di destra del Po; da menzionare anche un affluente del Panaro, lo Scoltenna che dà nome ad un'ampia vallata ove si affacciano quasi tutte le località notevoli dell'Appennino e dominata dall'imponente presenza del Monte Cimone.
Modena si è sempre fatta un vanto di essere l'unica città ad avere due fiumi vicini; nel centro della città, la grande fontana di piazza Garibaldi (Fontana del Graziosi) è detta anche Fontana dei due fiumi, ha infatti due sbocchi in cui si dice scorra acqua dei rispettivi bacini fluviali.

## Storia
Il passato della provincia è costituito dal ducato di Modena e Reggio (una realtà che precede l'unità d'Italia) e alla cui voce si rimanda per la storia dettagliata dal XIII secolo al Regno d'Italia; basti qui ricordare che la casata nobiliare che ha segnato la storia del territorio è quella degli Estensi e che le province di Ferrara e di Lucca (la Garfagnana) sono state per molti anni consorti del Ducato Estense.
La provincia di Modena venne istituita nel 1859, con decreto dittatoriale di Carlo Farini, in previsione dell'annessione dell'Emilia al Regno di Sardegna; era suddivisa nei circondari di Modena, di Mirandola, di Pavullo e di Castelnuovo di Garfagnana, quest'ultimo poi ceduto nel 1871 alla provincia di Massa e Carrara. Le prime elezioni provinciali si tennero il 12 febbraio 1860. Nel 1929 venne assegnato alla provincia di Modena il comune di Castelfranco Emilia, già in provincia di Bologna.
A Modena uno degli edifici più notevoli è per l'appunto il Palazzo Ducale i cui giardini sono oggi in parte pubblici e in parte Orto Botanico; a Sassuolo è pure presente un Palazzo Ducale di minori dimensioni che era la residenza estiva del Duca. Per il passato più remoto si ricorda l'enorme produzione culturale ed economica determinata dalla presenza dell'abbazia di Nonantola, uno dei luoghi cardine del monachesimo in Italia (VIII secolo).
Andando ancora più indietro in epoca pre-romana si ricordano i Galli Boi e i Liguri Friniati come le prime popolazioni storiche del territorio.
Durante la seconda guerra mondiale in provincia di Modena il campo di Fossoli fu tristemente noto per essere stato un campo di smistamento di deportati per ragioni politiche o razziali. Il campo fu poi utilizzato da don Zeno Saltini per le sue iniziative a favore degli orfani e dei diseredati da cui nacque l'esperienza di Nomadelfia. Nei territori di montagna, venne creata la prima repubblica partigiana: la Repubblica partigiana di Montefiorino, con sindaco Teofilo Fontana, che comprendeva i territori di Montefiorino, Palagano, Frassinoro, Prignano sulla Secchia, Polinago e alcuni territori reggiani.
Nel maggio e giugno 2012 la provincia di Modena è stata soggetta a una serie di violente scosse di terremoto con epicentri nella zona della bassa modenese, che hanno causato alcune vittime e grossi danni al patrimonio storico, agricolo ed industriale.
In base al riordino istituzionale attuato dal governo Renzi con la legge Delrio le province cessano di esistere e vengono sostituite da "enti territoriali di area vasta" caratterizzati da elezione di secondo livello. Partecipano alla loro elezione i sindaci e consiglieri comunale dei comuni parte della vecchia provincia e, di conseguenza, parte anche del nuovo ente. Le prime elezioni si sono tenute il 4 ottobre 2014 e la cerimonia ufficiale di proclamazione è avvenuta il 6 ottobre 2014.

## Infrastrutture e trasporti

### Strade
La provincia è attraversata dalla A1 Autostrada del Sole (est-ovest) e dalla A22 Autostrada del Brennero (nord-sud), che corrono parallele rispettivamente alla via Emilia e alla Strada statale dell'Abetone e del Brennero. Vi è altresì in progetto l'Autostrada regionale Cispadana.
Le strade provinciali formano una rete di circa 1.000 km.

### Ferrovie

#### Rete ferroviaria RFI
- Ferrovia Milano-Bologna (alta velocità), senza stazioni
- Ferrovia Milano-Bologna, con le stazioni di Castelfranco Emilia e Modena
- Ferrovia Modena-Mantova, con le stazioni di Modena, Quattro Ville e Carpi
- Ferrovia Bologna-Verona, con le fermate di Mirandola, San Felice sul Panaro e Camposanto

#### Rete ferroviaria FER
- Ferrovia Modena-Sassuolo, con 11 stazioni
- Ferrovia Reggio Emilia-Sassuolo, con la stazione di Sassuolo Radici
- Ferrovia Bologna-Vignola, con le stazioni di Vignola, Savignano sul Panaro e Savignano-Mulino.

#### Ferrovie del passato
Le ferrovie modenesi includevano altre linee ferroviarie: la Modena-Mirandola con diramazione da Cavezzo a Finale Emilia e  la Modena-Vignola con diramazione Spilamberto-Bazzano. Due  ulteriori linee ferroviarie vennero progettate (Rolo-Mirandola e Modena-Pavullo), ma mai realizzate completamente.
Due tranvie a vapore collegarono Modena-Maranello e Castelfranco-Bazzano.

### Aeroporti
Sono presenti aeroporti di interesse per il volo da diporto:
- Aeroporto di Modena
- Aeroporto di Carpi-Budrione
- Aeroporto di Pavullo nel Frignano

### Mobilità extraurbana
La provincia ha una rete di trasporto pubblico locale su gomma esercitata da SETA e da Tper, che opera anche il trasporto ferroviario regionale tramite la controllata Trenitalia Tper. APAM collega Mirandola con Mantova.

## Economia
La provincia di Modena è economicamente una delle maggiori realtà europee. Infatti, qui hanno sede importanti industrie alimentari (tra cui Grandi Salumifici Italiani, Gruppo Cremonini e Gruppo Fini, centri di produzione del Parmigiano Reggiano e della lavorazione del maiale a cui Castelnuovo Rangone, il cuore di questo settore, ha dedicato addirittura un monumento), metalmeccaniche (Modena può essere considerata la capitale mondiale dell'automobilismo sportivo con le sedi della Ferrari a Maranello, della Maserati in città, De Tomaso in periferia e Pagani a San Cesario), delle ceramiche (la zona di Sassuolo, nel modenese, e di Scandiano, nel reggiano, è nota come "distretto della ceramica"), tessili (Carpi) e biomedicale (Mirandola).

## Gastronomia
La provincia è al centro di una fortunatissima porzione della Pianura Padana in cui si estendono le aree di produzione tipica del formaggio Parmigiano Reggiano e del prosciutto di Parma. Queste due glorie della gastronomia nazionale illustrano alla perfezione i caratteri della cucina modenese, basata sul formaggio e soprattutto sul maiale, l'animale d'allevamento più diffuso nella zona.
Oltre al prosciutto (da segnalare la presenza anche di quello tipico di Modena, che è più sapido del parmense), tanti sono gli insaccati di suino che meritano di essere assaggiati: citiamo i salami, la mortadella e i ciccioli. Un piatto tipico delle feste invernali è lo zampone, ottenuto con carne macinata di maiale insaccata nella cotica della zampa anteriore. Ma dal maiale si ottiene anche lo strutto indispensabile per il tipico gnocco fritto: una focaccia quadrata che si accompagna molto bene ai salumi. Originaria dell'Appennino è invece la crescentina, detta anche tigella, cotta sulla pietra nella caratteristica forma rotonda. Anche in questo caso formaggio e salumi sono l'ideale complemento. Tipico delle zone montane in particolare di Guiglia, Zocca, Marano sul Panaro, Serramazzoni è anche il borlengo sottilissima sfoglia ottenuta cuocendo in apposite piastre "rola" un impasto di uovo latte acqua e sale, condito, una volta cotto, con la "cunza" ovvero lardo macinato, aglio e rosmarino. Delle zone più ad ovest, come ad esempio Montefiorino e Palagano, è tipico il ciaccio, una pietanza molto simile al borlengo. Sicuramente il territorio è famoso per i tortellini (turtléin), cioè pasta all'uovo con un ripieno di carne; solitamente vengono serviti in brodo. Ma la provincia di Modena è giustamente famosa per altri due prodotti tipici della tradizione: l'aceto balsamico e il vino lambrusco. Il primo si ottiene con l'uva bianca della zona collinare intorno a Spilamberto, e una sapiente lavorazione che prevede una complicata serie di passaggi tra botti di legni diversi (comunemente cinque). Di aceto balsamico esistono due tipi denominati il primo "Aceto balsamico tradizionale di Modena" il più costoso invecchiato anche più di venticinque anni prodotto con i metodi tradizionali e "Aceto balsamico di Modena" prodotto industrialmente e meno costoso. Quanto al lambrusco, è forse il più celebre dei vini rossi frizzanti. Gli intenditori sanno distinguere al primo sorso le differenti varietà: il Lambrusco di Sorbara rosso (prodotto nella pianura) ha un aroma più delicato e un profumo di violetta; il Lambrusco Grasparossa di Castelvetro (prodotto sulla collina) ha una gradazione più alta e una caratteristica schiuma rossa. Si tratta in entrambi i casi di un vivace vino da pasto che va bevuto rapidamente, prima che svapori: non è un vino d'annata, anzi, esso dà il meglio di sé a un anno dall'imbottigliamento, mentre il novello è un vino ideale per i brindisi e i festeggiamenti. Si dice che il lambrusco "soffra" particolarmente i trasporti: perciò esso dovrebbe essere gustato appieno soltanto nel territorio modenese. Il che non gli ha impedito di essere commercializzato con successo un po' in tutto il mondo (anche se questa grande diffusione ha significato forse un abbassamento della qualità).
Tra i liquori il più tipico è certo il nocino, un infuso in alcool dei malli verdi delle noci, che si raccomanda per il sapore intenso e le proprietà digestive; tra i dolci va ricordato il bensone, una sorta di pane dolce, cotto al forno e decorato con grani di zucchero: si mangia tagliato a fette e intinto nel vino.
Sempre in provincia di Modena vengono prodotte le famose ciliegie di Vignola, rinomate per l'ottima qualità.

## Comuni
Appartengono alla provincia di Modena i seguenti 47 comuni:
- Bastiglia
- Bomporto
- Campogalliano
- Camposanto
- Carpi
- Castelfranco Emilia
- Castelnuovo Rangone
- Castelvetro di Modena
- Cavezzo
- Concordia sulla Secchia
- Fanano
- Finale Emilia
- Fiorano Modenese
- Fiumalbo
- Formigine
- Frassinoro
- Guiglia
- Lama Mocogno
- Maranello
- Marano sul Panaro
- Medolla
- Mirandola
- Modena
- Montecreto
- Montefiorino
- Montese
- Nonantola
- Novi di Modena
- Palagano
- Pavullo nel Frignano
- Pievepelago
- Polinago
- Prignano sulla Secchia
- Ravarino
- Riolunato
- San Cesario sul Panaro
- San Felice sul Panaro
- San Possidonio
- San Prospero
- Sassuolo
- Savignano sul Panaro
- Serramazzoni
- Sestola
- Soliera
- Spilamberto
- Vignola
- Zocca

### Comuni più popolosi
Di seguito è riportata la lista dei primi 15 comuni della provincia di Modena (dati Istat: 31 ottobre 2022):

Stemma in uso fino al 2006

| Posizione | Stemma | Città                | Popolazione (ab) | Superficie (km²) |
| --------- | ------ | -------------------- | ---------------- | ---------------- |
| 1         |        | Modena               | 184 281          | 182,74           |
| 2         |        | Carpi                | 71 861           | 131,56           |
| 3         |        | Sassuolo             | 40 783           | 38,69            |
| 4         |        | Formigine            | 34 461           | 46,98            |
| 5         |        | Castelfranco Emilia  | 33 059           | 102,47           |
| 6         |        | Vignola              | 25 781           | 22,90            |
| 7         |        | Mirandola            | 24 099           | 137,13           |
| 8         |        | Pavullo nel Frignano | 18 110           | 144,07           |
| 9         |        | Maranello            | 17 309           | 32,74            |
| 10        |        | Fiorano Modenese     | 16 848           | 26,37            |
| 11        |        | Nonantola            | 16 099           | 55,40            |
| 12        |        | Soliera              | 15 419           | 51,08            |
| 13        |        | Castelnuovo Rangone  | 15 022           | 22,61            |
| 14        |        | Finale Emilia        | 14 997           | 104,72           |
| 15        |        | Spilamberto          | 12 857           | 29,52            |

### Comuni ad estremità geografiche
| Stemma | Città         | Coordinata geografica | Estremità geografica |
| ------ | ------------- | --------------------- | -------------------- |
|        | Mirandola     | 44°57′46″N 11°04′25″E | Nord                 |
|        | Pievepelago   | 44°06′51″N 10°36′07″E | Sud                  |
|        | Finale Emilia | 44°50′27″N 11°22′08″E | Est                  |
|        | Frassinoro    | 44°13′35″N 10°28′11″E | Ovest                |

### Unioni di comuni
Le sei unioni di comuni sono:
- Unione dei Comuni dell'Area Nord, composta dai comuni di Camposanto, Cavezzo, Concordia sulla Secchia, Finale Emilia, Medolla (sede amministrativa dell'unione), Mirandola, San Felice sul Panaro, San Possidonio e San Prospero;
- Unione Terre d'Argine, composta dai comuni di Campogalliano, Carpi (Sede amministrativa dell'unione), Novi di Modena e Soliera;
- Unione del Sorbara, composta dai comuni di Bastiglia, Bomporto (Sede amministrativa dell'unione), Ravarino, Nonantola, San Cesario sul Panaro e Castelfranco Emilia;
- Unione Terre di Castelli, composta dai comuni di Castelnuovo Rangone, Castelvetro di Modena, Guiglia, Marano sul Panaro, Savignano sul Panaro, Spilamberto, Vignola (sede amministrativa dell'unione) e Zocca;
- Unione dei Comuni del Distretto Ceramico, composta dai comuni di Fiorano Modenese, Formigine, Frassinoro, Maranello, Montefiorino, Palagano, Prignano sulla Secchia e Sassuolo (sede amministrativa dell'unione).

### Comunità montane
- Unione dei Comuni del Frignano, che comprende i comuni di Fiumalbo, Fanano, Lama Mocogno, Montecreto, Pavullo nel Frignano (sede amministrativa), Pievepelago, Polinago, Riolunato, Serramazzoni e Sestola.

#### Comunità montane soppresse
- Comunità montana Modena Est, che comprendeva i comuni di Guiglia, Marano sul Panaro, Montese e Zocca;
- Unione di comuni Montani Valli Dolo, Dragone e Secchia (ex Comunità montana Modena Ovest), che comprendeva i comuni di Frassinoro, Montefiorino, Palagano e Prignano sulla Secchia.

## Amministrazione

### Gemellaggi
- El Aaiún